# Palicourea ctenocalyx
Palicourea ctenocalyx är en måreväxtart som beskrevs av Julian Alfred Steyermark. Palicourea ctenocalyx ingår i släktet Palicourea och familjen måreväxter. Inga underarter finns listade i Catalogue of Life.